# Miramar (Mallorca)
Miramar és una possessió situada a Valldemossa, just en el límit d'aquest municipi i Deià.
El 1276 el rei de Mallorca Jaume II hi va fundar, a petició de Ramon Llull, un monestir per a acollir un col·legi de missioners dedicat a l'ensenyament de l'àrab i altres llengües orientals.

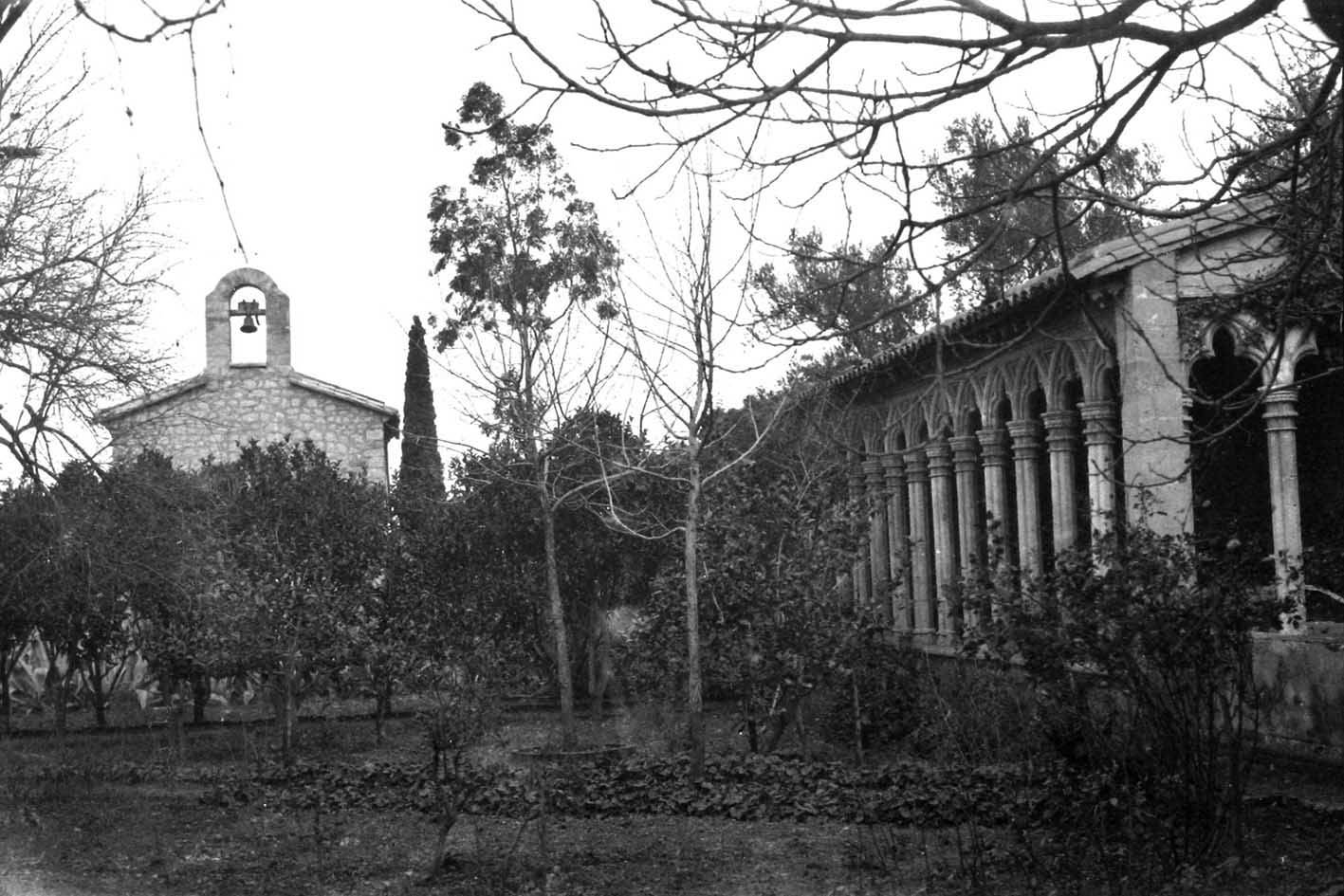
Claustret a Miramar (1920)

Precisament Ramon Llull, que el 1273 ja s'havia retirat una temporada a Randa per fer-hi vida contemplativa, passà gairebé tres anys a Miramar, dedicant-se a ensenyar 12 frares i a escriure algunes de les seves obres.
El 1457 s'hi va fundar la primera impremta de Mallorca, i va ser aquí on es va imprimir el primer llibre publicat a l'illa.
L'Arxiduc Lluís Salvador d'Àustria la va comprar el 1872, enamorant dels paisatges d'aquesta zona de la costa mallorquina. L'Arxiduc va escriure a Die Balearen: "sens dubte, cap altre lloc de la terra pot dur amb més propietat el nom de Miramar".
En aquella època la possessió també incloïa a ponent les terres i vinyes de s'Estaca, on l'Arxiduc va construir-hi el 1878 una singular casa d'estil sicilià que avui dia pertany a l'actor nord-americà Michael Douglas i a la seva ex dona Diandra.
En morir l'Arxiduc va deixar la propietat de Miramar al seu secretari mallorquí, n'Antoni Vives; els seus descendents hi segueixen vivint.
S'hi pot visitar un museu on hi ha alguns objectes, documents i obres d'art relacionats amb el món de Ramon Llull i l'Arxiduc.